# Cowpens (Schiff, 1943)
Die Cowpens (CVL-25, ursprünglich CV-25), während der Indienststellung als USS Cowpens bezeichnet, war ein Leichter Flugzeugträger der United States Navy und das vierte Schiff der Independence-Klasse, die durch Umbauten von vorhandenen Kreuzerrümpfen der Cleveland-Klasse entstand. Es ist nach der Schlacht von Cowpens (1781), einer Schlacht des Amerikanischen Unabhängigkeitskrieges benannt. Als erstes Schiff mit diesem Namen in der U.S.-Navy wurde es im Zweiten Weltkrieg auf dem pazifischen Kriegsschauplatz eingesetzt. Nach dem Kriegsende wurde sie der Reserveflotte überstellt. Im Krieg lief die Cowpens am 10. Januar 1945 als erster US-Flugzeugträger in das Südchinesische Meer und am 27. August desselben Jahres als erster US-Flugzeugträger in die Bucht von Tokio ein.

## Technik
Mehr zur Technik findet sich im Artikel zur Klasse unter Independence-Klasse
Die Cowpens war etwa 190 Meter lang, über 33 Meter breit und hatte mit einer Einsatzverdrängung von 13.000 ts einen Tiefgang von knapp acht Metern. Ihr Schiffsrumpf basierte auf dem der Cleveland-Klasse-Kreuzer und musste aufgrund der massiveren Aufbauten verbreitert werden, wodurch man hoffte, die Topplastigkeit erheblich zu vermindern. Trotz aller konstruktiven Maßnahmen konnte diese nie völlig kompensiert werden.
Obwohl die Cowpens als Independence-Klasse-Träger nur ein wenig größer als die Geleitflugzeugträger war, unterschied sie sich hauptsächlich durch ihren starken Antrieb von ihnen, wodurch ihr Einsatzspektrum dem der großen Flottenflugzeugträger glich. Die von den Kreuzern übernommene 100.000 PS starke Maschinenanlage trieb vier Propeller an und brachte das Schiff auf eine Höchstgeschwindigkeit von 31,6 Knoten.
Das zur damaligen Zeit übliche rechteckige Flugdeck war circa 174 Meter lang, 22,3 Meter breit und hatte zwei Decksaufzüge sowie ein Katapult. Die Insel musste aus Stabilitätsgründen klein gehalten werden, wodurch auf einen einzelnen integrierten Schornstein verzichtet und stattdessen vier kleinere separat angebracht wurden. So beherbergte dieser markante Aufbau lediglich die Kommandobrücke, während sich die Operationszentrale unterhalb des Flugdecks befand. Das Bordgeschwader bestand während ihrer aktiven Dienstzeit hauptsächlich aus zwei Dutzend F6F-Hellcat-Jagdflugzeugen und aus neun Torpedobombern vom Typ Grumman Avenger.
Im Laufe des Krieges wurden die Langwellen-Radare SK und SC-2 sowie das SG-Mikrowellen-Radar auf dem Schiff installiert. Montiert auf der Insel und auf einem zusätzlichen Mast zwischen zweien der Schornsteine, ermöglichten diese Geräte Frühwarnungen auf bis zu 180 km Entfernung. Cowpens Defensivbewaffnung bestand aus 40-mm-L/60- und 20-mm-L/70-Flugabwehrgeschützen, deren Anzahl während des Krieges ständig variierte. Im Jahr 1944 wurden die an Rumpf und Heck installierten 40-mm-Vierlingsflak mit der Feuerleitanlage Mk 51 nachgerüstet, die anfliegende Flugzeuge bis auf über 3,5 km Entfernung anvisieren und somit effizienter bekämpfen konnte.

## Dienstzeit

### Bau und Indienststellung

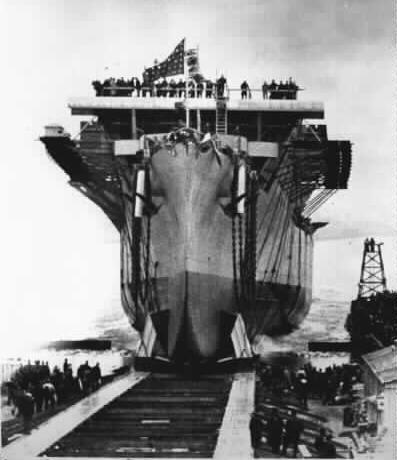
Stapellauf der Cowpens

Ursprünglich wurde das Schiff als Leichter Kreuzer Huntington (CL-77) in Auftrag gegeben und am 17. November 1941 bei der New York Shipbuilding Corporation in Camden, US-Bundesstaat New Jersey, auf Kiel gelegt. Nach dem japanischen Überfall auf Pearl Harbor und dem dadurch folgenden Eintritt der Vereinigten Staaten in den Zweiten Weltkrieg bestand ein Mangel an Flugzeugträgern in der US-Marine. Dadurch wurde im Januar 1942 ein schon vor dem Krieg ausgearbeiteter Plan in die Tat umgesetzt, nach dem vorhandene Kreuzerrümpfe zu Flugzeugträgern umgebaut werden sollten. Am 21. März 1942 wurde der Rumpf der Huntington für den Umbau zum Flugzeugträger ausgewählt.
Nach Monaten des intensiven Umbaus konnte das Schiff am 17. Januar 1943 durch Mrs. M. H. Spruance, Tochter von Vice Admiral William F. Halsey, als Cowpens (Registrierungsnummer CV-25) getauft und vom Stapel gelassen werden.
Der Name erinnert an die am 17. Januar 1781 erfolgte Schlacht von Cowpens im Amerikanischen Unabhängigkeitskrieg, die von den US-Truppen unter Daniel Morgan gewonnen wurde. Die Namensgebung kam deswegen zustande, weil ein Apotheker aus der in South Carolina gelegenen Kleinstadt Cowpens einen Brief an den damaligen US-Präsidenten Franklin D. Roosevelt schrieb, der die Bitte enthielt, einen Flugzeugträger nach dieser wichtigen Schlacht zu benennen. Somit wurde die Cowpens der zweite leichte Flugzeugträger der Marine, der nach einer Schlacht des Unabhängigkeitskrieges benannt wurde. Mit dem Abschluss der letzten Baumaßnahmen wurde das Schiff zum Philadelphia Naval Shipyard überstellt und dort nach weiteren Umrüstungen am 28. Mai 1943 als vierter Träger der Independence-Klasse in den aktiven Dienst gestellt.

### Jungfernfahrt und Feuertaufe

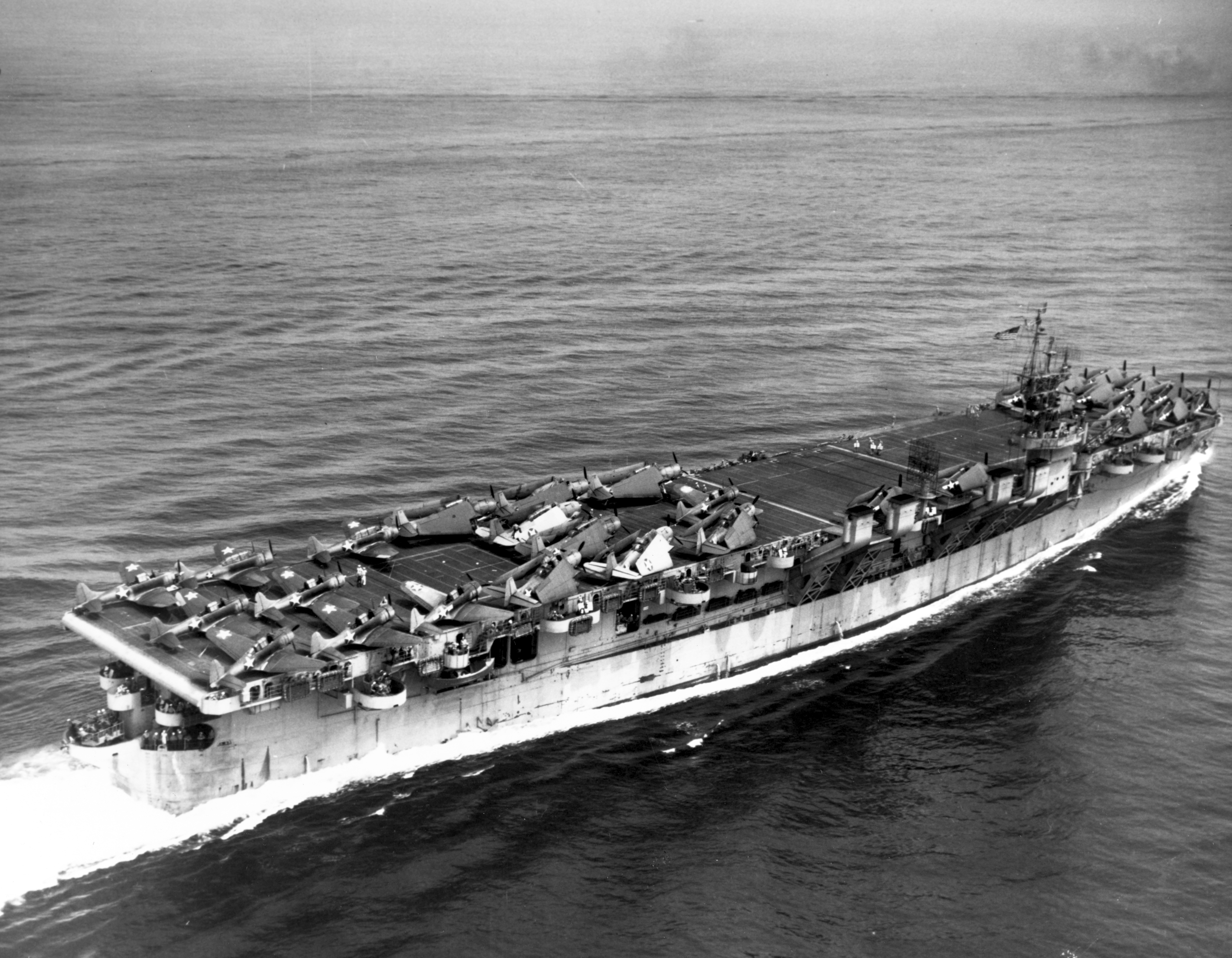
Cowpens auf See am 17. Juli 1943

Am 15. Juli 1943 erfolgte die Umregistrierung zum Leichten Flugzeugträger (Kennung CVL), was auch ihre bereits in Dienst gestellten Schwesterschiffe Independence (CVL-22), Princeton (CVL-23), Belleau Wood (CVL-24) und Monterey (CVL-26) betraf. Die Cowpens verließ am 29. August 1943 Philadelphia und führte in der Karibik Erprobungs- und Trainingsfahrten durch. Nach deren Abschluss verlegte sie via Panamakanal in den Pazifischen Ozean, wo sie nach einem Zwischenstopp in San Diego am 19. September in Pearl Harbor eintraf. Zehn Tage später verließ die Cowpens als Teil von Rear Admiral Albert E. Montgomerys Task Force 14 Hawaii und nahm Kurs auf die von japanischen Truppen besetzte Insel Wake. Gemeinsam mit den Flottenträgern Essex (CV-9), Lexington (CV-16), Yorktown (CV-10), den Schwesterschiffen Independence und Belleau Wood, den Kreuzern New Orleans (CA-32), San Francisco (CA-38), Birmingham (CL-62), Santa Fe (CL-60), Mobile (CL-63) und Nashville (CL-43) sowie 22 Zerstörern führte der Verband am 5. und 6. Oktober einen Luftangriff gegen die Insel aus und kehrte fünf Tage später wieder nach Pearl Harbor zurück. Am 18. Oktober wurde die im Hafen vor Anker liegende Cowpens vom Fletcher-Klasse-Zerstörer Abbot (DD-629) versehentlich gerammt, wobei der Träger nur geringe Schäden davontrug, während der Zerstörer für die nächsten drei Monate ins Trockendock musste.

### Gilbert- und Marshallinseln
Im Rahmen der Operation Galvanic, der Rückeroberung der Gilbertinseln, gehörte die Cowpens RAdm. Charles A. Pownalls „Carrier Interceptor Force“ (Task Group 50.1) an, die am 10. November 1943 Pearl Harbor verließ. Weitere Schiffe in diesem Flottenverband waren die Lexington (CV-16), Yorktown (CV-10), Washington (BB-56), South Dakota (BB-49), Massachusetts (BB-54), New Orleans (CA-32), San Francisco (CA-38), San Juan (CL-54), Oakland (CL-95), Fletcher (DD-445), La Vallette (DD-448), Taylor (DD-468) und Nicholas (DD-449). Zwischen dem 19. und 24. November attackierte die Task Group die Atolle Mili und Makin, ab dem 4. Dezember die Marshall-Atolle Kwajalein und Wotje und kehrte wenige Tage später nach Hawaii zurück.

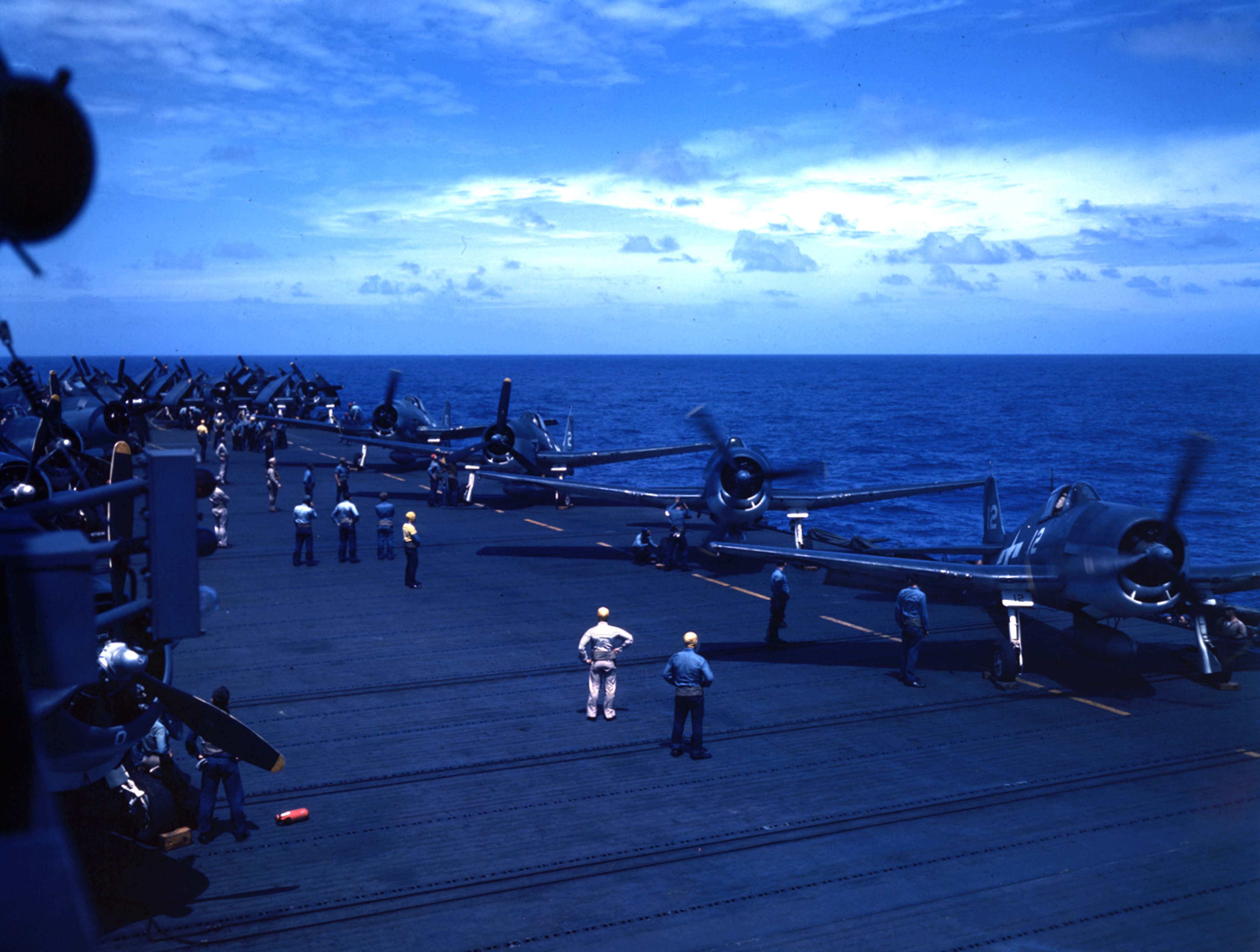
F6F-Hellcat-Jagdflugzeuge beim Warmlaufen ihrer Motoren, Januar 1944

Nach der Jahreswende wurde die Cowpens Admiral Marc A. Mitschers TF 58 für die bevorstehende Invasion der Marshallinseln zugeteilt. Konkret war das Schiff RAdm. „Ted“ Shermans TG 58.3 zugeordnet, der unter anderem der Essex-Klasse-Flugzeugträger Bunker Hill (CV-17), die Monterey (CVL-26), die neueren Schlachtschiffe Iowa (BB-61) und New Jersey (BB-62) sowie die Wichita (CA-45) angehörten. Am 16. Januar 1944 verließ die Flotte Pearl Harbor und führte Ende Januar und Anfang Februar Luftangriffe gegen Kwajalein, Eniwetok und Engebi. Am 3. Februar lief TG 58.3 in das zuvor eroberte Majuro-Atoll ein und wurde eine Woche später, wie TG 58.1 (RAdm. John W. Reeves) und TG 58.2 (RAdm. Montgomery), zum Einsatz bei der bevorstehenden Operation Hailstone auserwählt. Bei dieser Reihe massiver Luftangriffe am 16. und 17. Februar auf den japanischen Marine- und Luftwaffenstützpunkt auf dem Karolinen-Atoll Truk wurden rund 50 Schiffe und über 200 Kampfflugzeuge zerstört. Trägerflugzeuge der Cowpens und der Bunker Hill konnten bei diesem „japanischen Pearl Harbor“ circa 35 sm westlich von Truk (7° 15′ N, 151° 15′ O), den Kreuzer Naka versenken. In RAdm. Joseph J. Clarks TG 58.1 flogen die Trägerflugzeuge der Cowpens Ende März sogenannte Combat Air Patrols und führten Angriffe gegen japanische Stellungen auf den Palau-Inseln, Yap, Ulithi und Woleai durch. Der im Majuro-Atoll ankernde Verband wurde umgruppiert, sodass sich Clarks TG 58.1 aus den Schiffen Hornet, Belleau Wood, Bataan, New Jersey, San Juan, Oakland, Santa Fe, Mobile, Boyd, Brown, Bradford, Gridley, Craven, McCall und Maury zusammensetzte. Die Task Group fuhr weiter nach Hollandia, Niederländisch-Neuguinea, wo sie die im Rahmen der Operation Reckless stattfindende Anlandung von Truppen der US-Army unter General Robert Eichelberger deckte (21. bis 29. April). Auf dem Weg zurück nach Majuro, wo die Cowpens mit ihrer TG 58.1 am 14. Mai eintraf, flogen ihre Trägerflugzeuge noch Angriffe auf Truk, Ponape und Satawan (29. April und 1. Mai).

### Marianen und Palau-Inseln
Für die bevorstehende Invasion der Marianen-Inseln wurde die Cowpens RAdm. William Harrills TG 58.4 zugeteilt, der auch die Essex (CV-9), das Schwesterschiff Langley (CVL-27), die Kreuzer Vincennes (CL-64), Houston (CL-81), Miami (CL-89), San Diego (CL-53) und elf Zerstörer angehörten. Am 6. Juni 1944 lichtete die Flotte im Majuro-Atoll ihre Anker und nahm Kurs auf die Marianen-Inseln. TG-58.4-Trägerflugzeuge versenkten am 11. und 12. Juni je 14 im Konvoi fahrende japanische Schiffe, unterstützten die Landungen auf Saipan und attackierten wenige Tage später die Bonin-Inseln Chichijima und Iwojima. Nach der Sichtung einer japanischen Flotte unter Admiral Ozawa, die von Nordwesten auf die Marianen zusteuerte, beorderte der US-Befehlshaber Admiral Spruance seine Flotte von ihren eigentlichen Aufträgen zurück und trat den Japanern in der Seeschlacht in der Philippinensee (19. und 20. Juni) entgegen, welche die Alliierten für sich entscheiden konnten. Die Cowpens verblieb mit ihrem Verband in der Gegend und flog hauptsächlich Angriffe gegen feindliche Stellungen auf den Inseln Rota, Pagan und Guam, bevor sie am 10. Juli zur notwendigen Überholung nach Pearl Harbor beordert wurde.

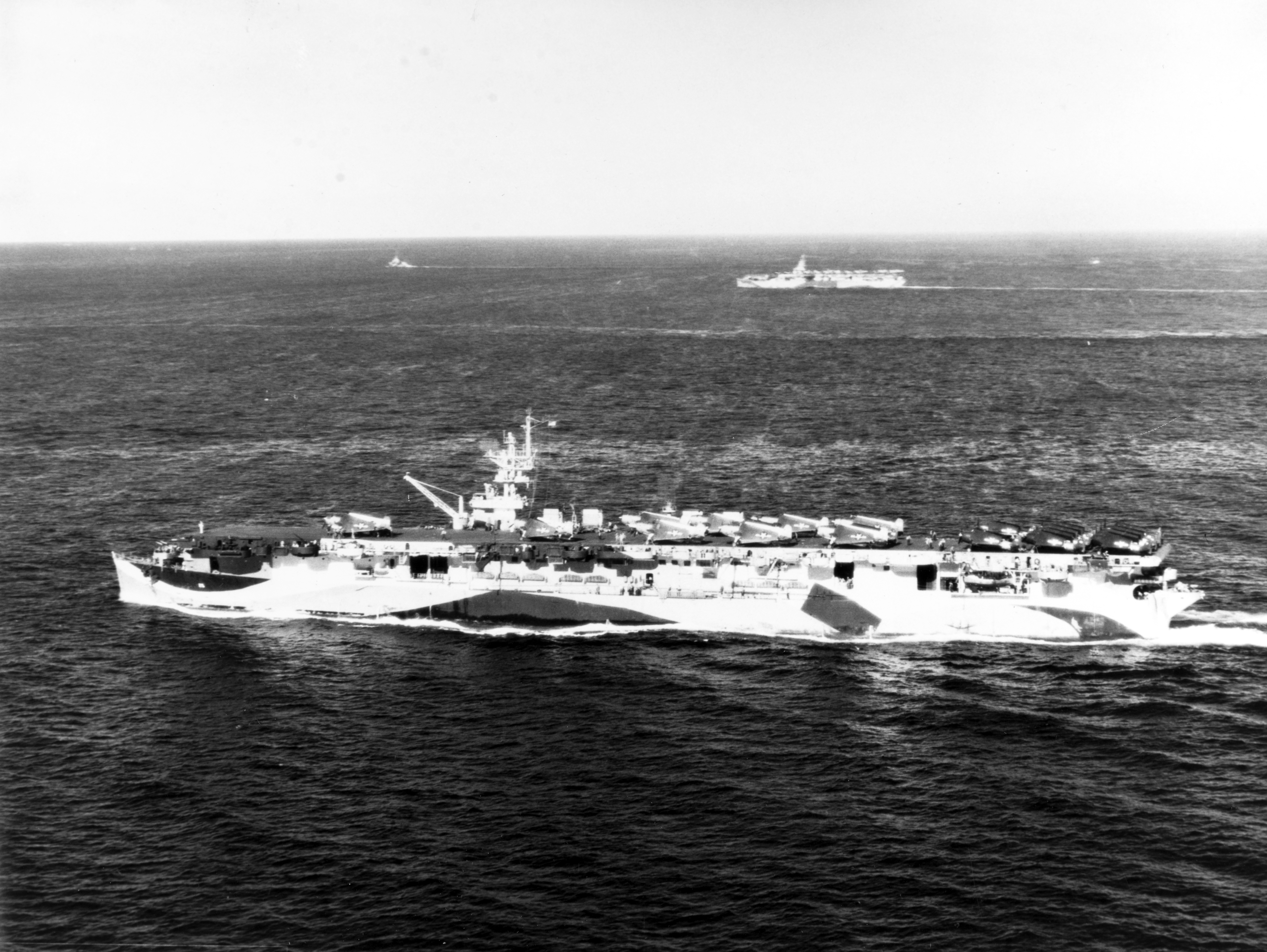
Cowpens und ihr Schwesterschiff Independence im Hintergrund, 31. August 1944

Mitte August traf die Cowpens in Eniwetok wieder auf die Fast Carrier Task Force, wo sie der TG 38.1 (Vice Admiral John McCain senior) zugeteilt wurde (unter anderem mit den Trägern Wasp (CV-18), Hornet (CV-12), Hancock (CV-19) und Monterey (CVL-25)).
Es folgten Attacken auf dem Palau-Archipel, um die dort für Mitte September geplanten Landungen auf Peleliu und Angaur vorzubereiten. Nach Angriffen auf strategische Stellungen auf den Philippinen-Inseln Mindanao, Visayas, Cebu und Negros folgten Luftangriffe auf die zu den Molukken gehörende Insel Morotai, wo sie die am 15. September beginnende Invasion unterstützte. Danach attackierte der Verband ab dem 20. September Ziele auf Luzon und japanische Schiffe in der Bucht von Manila sowie die Flugplätze Nichols Field und Clark Field. Nach der Ergänzung der Treibstoff- und Proviantvorräte auf Manus widmete sich die Flotte ab dem 10. Oktober den Ryūkyū-Inseln und Formosa (heutiges Taiwan), wo sie auf Flugplätzen und in den Häfen schwere Schäden verursachte. Als die beiden Kreuzer Canberra (CA-70) und Houston (CL-81) durch eine Reihe japanischer Gegenangriffe schwer beschädigt wurden, betraute Admiral McCain die Cowpens und ihr Schwesterschiff Cabot (CVL-28) damit, den in der Task Unit 30.3.1, auch bekannt als „Crippled Division 1“, zusammengefassten beschädigten Schiffen auf ihrem Rückzug Fliegerschutz zu gewähren.
Nach dem Abschluss dieser Mission kehrte die Cowpens am 20. des Monats zur TG 38.1 zurück, die zwei Tage später zum Ulithi-Atoll aufbrach, um dort notwendige Nachschubgüter aufzunehmen.

### Seeschlacht im Golf von Leyte und Taifun Cobra
Mittlerweile hatte die Rückeroberung der Philippinen mit der Landung von General Douglas MacArthurs US-Truppen auf der Insel Leyte begonnen. Am 24. Oktober wurde eine von Norden kommende starke japanische Flotte gesichtet, wodurch sich Admiral William F. Halsey, der Kommandeur der Task Force 38, gezwungen sah, den Japanern mit allen verfügbaren Kräften (TG 38.2-4) entgegenzutreten. Die sich daraus entwickelnde Schlacht war jedoch ein Ablenkungsmanöver, da zwei weitere feindliche Flottenverbände von zwei Seiten auf die im Golf von Leyte ankernde Invasionsflotte zusteuerten. Die zu Hilfe eilende TG 38.1 mit Cowpens half am 25. und 26. Oktober bei der Abwehr von Admiral Kuritas Schlachtschiffflotte und konnte am 30. Oktober in Ulithi einlaufen. Die nächsten Wochen wurden die Angriffe gegen strategische japanische Stellungen auf den Philippinen mit Schwerpunkt Luzon fortgesetzt.

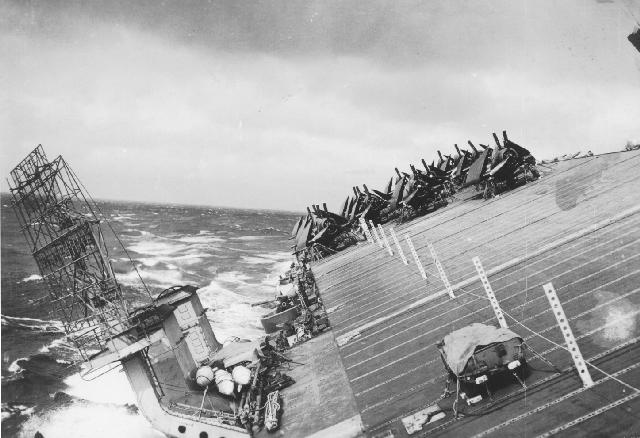
USS Cowpens im Taifun Cobra

Am 18. Dezember wurde die Flotte vom Taifun Cobra überrascht. Verursacht durch ihre baulichen Mängel, rollte die Cowpens schwer in der von Orkanböen aufgepeitschten See. Gegen 10:51 Uhr vormittags begann die kritische Phase, als sich ein auf Deck verzurrtes Hellcat-Jagdflugzeug aus den Verankerungen löste, vom Flugdeck schlitterte und am Laufsteg hängen blieb. Das dabei austretende Flugbenzin entzündete sich und entfachte ein Feuer. Das Schiff war jedoch nur kurzzeitig in Gefahr, da das Flugzeug wenige Minuten später in die raue See fiel. Als das Schiff später auf die Steuerbordseite rollte, drang Seewasser über die nachgebenden Bullaugen in den Funkraum, wodurch die Funkanlage beschädigt wurde und die Radargeräte und die Funk-Navigationsanlage unbrauchbar wurden.
Wegen der äußerst schlechten Sicht von zeitweise nur etwa einer halben Schiffslänge bat der Kommandant der Cowpens, Captain George H. DeBaun, den Kommandeur der TG 38.1 um Erlaubnis, die Formation zu verlassen, um etwaige Kollisionen zu vermeiden. RAdm. Albert Montgomery erlaubte diesen Schritt und beorderte zwei Zerstörer als Eskorte und Führungsschiffe zum „blinden“ Flugzeugträger, von denen jedoch nur die Halsey Powell die Cowpens in der schweren See finden konnte.
Ein weiteres Feuer brach am Zusatztank eines auf dem Flugdeck herumschlitternden Jagdflugzeugs aus, das sich schließlich im Laufsteg verfing. Die Löscharbeiten gestalteten sich aufgrund der starken Rollbewegungen (bis zu 45°) äußerst schwierig, und zusätzlich stand der Wind so ungünstig, dass die Flammen auf die benachbarten aufgestellten Flugzeuge überzugreifen drohten. DeBaun ließ die Cowpens wenden, damit der Wind die Flammen in Richtung Wasser drücken konnte, und befahl, das brennende Flugzeug über Bord zu werfen. Nach dem Verlust der Radarantenne versagte auch das auf dem Mast montierte Anemometer. Wenige Minuten davor betrugen die Windgeschwindigkeiten etwa 120 kn (≈222 km/h). Beinahe wäre die Cowpens durch die Detonation des vorderen Bombenmagazins gesunken, weil sich einige 2000 Pfund (907 kg) schwere Bomben aus ihren notdürftigen Befestigungen lösten. Den dadurch entstandenen Knall soll man noch auf der sieben Decks entfernten Kommandobrücke gehört haben. Um die Gefahr zu neutralisieren, die von den herumrollenden Bomben ausging, meldeten sich drei Freiwillige, welche die Bomben mit Holzblöcken und Seilen sicherten. Zu diesem Vorfall kam es, weil die Verankerungen in den Bombendepots nicht für diese größeren Army-Air-Force-Bomben ausgelegt waren, die sich erst seit kurzem an Bord befanden.

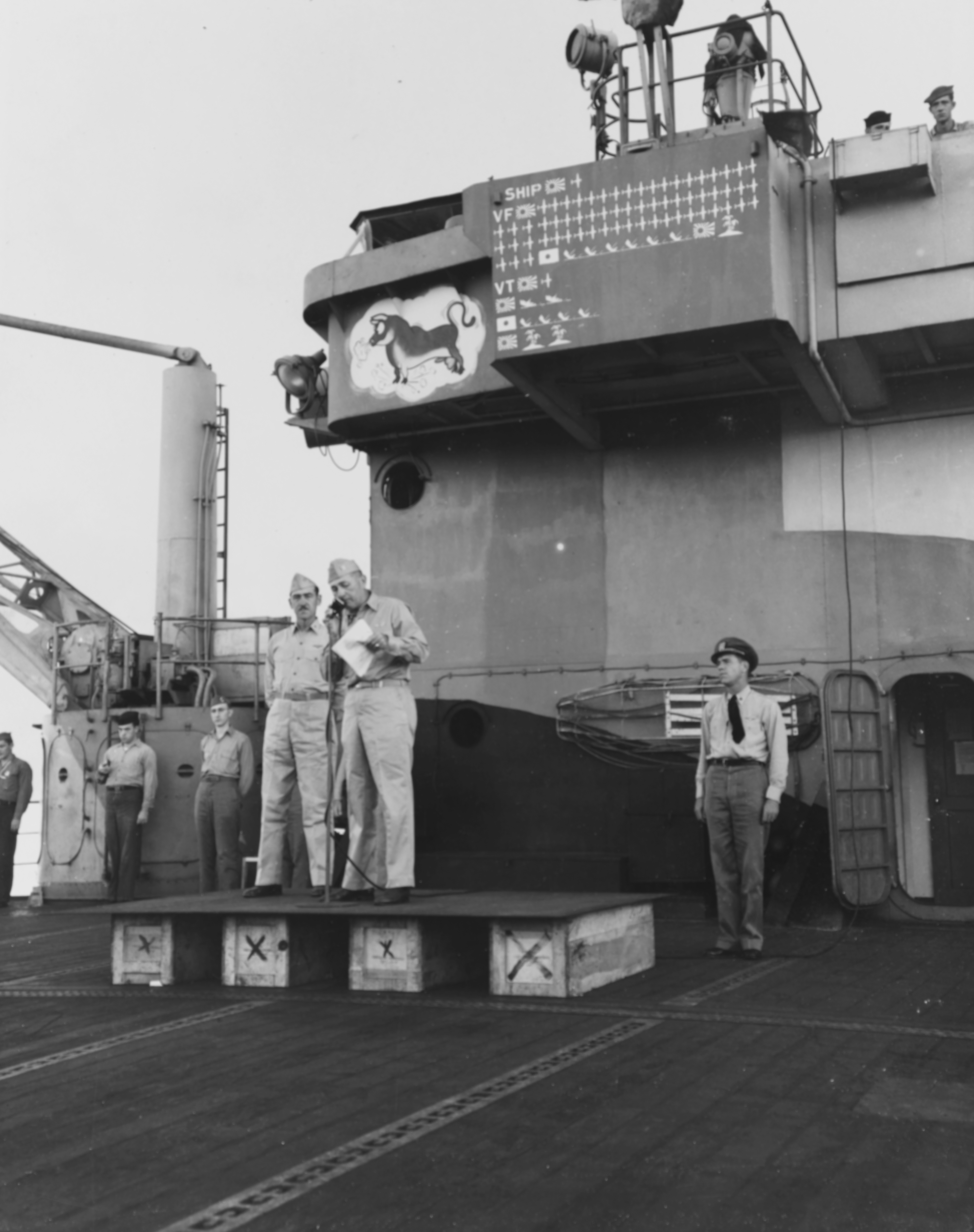
Captain George H. DeBaun (Mitte) und sein Vorgänger Captain Herbert W. Taylor (links) während der Kommandoübergabe im November 1944. Man beachte die auf die Insel aufgemalte Schiffsinsignie und die Anzeigetafel.

Gegen Abend flaute der Taifun ab, und die Lage verbesserte sich. Jetzt erst stellte sich heraus, dass es nicht nur Materialschäden, sondern auch ein Menschenleben zu beklagen gab. Dabei handelte es sich um Lieutenant Commander Robert Price, den Kommandeur der Air Group, der vermutlich über Bord gespült worden war. Zuletzt war Price gesehen worden, als er zusammen mit anderen Matrosen ein brennendes Flugzeug vom Flugdeck schob. Die Schiffsinstrumente ermittelten maximale Rollbewegungen von 45° nach Backbord und bis zu 50° nach Steuerbord. Grund für diesen Unterschied war eine konstruktionsbedingte 5°-Schlagseite nach Steuerbord, die alle Independence-Träger aufwiesen.

“We were rolling to such an extent that on each roll to starboard the flight deck edge would hit green water on the starboard side. The rolls to port were almost as bad but always about five degrees less due to our built-in starboard list. On the big rolls one could reach down from the starboard wing of the bridge and touch green water as we rolled to starboard.”

„Wir rollten derart stark, dass bei jeder Bewegung nach Steuerbord das Flugdeck beinah das Wasser durchpflügte. Die Neigung nach Backbord war fast genauso schlimm, aber durch die konstruktionsbedinge steuerbordseitige Schlagseite um immerhin fünf Grad geringer. Bei den größeren Rollbewegungen nach steuerbord konnte man an der Brückenreling stehend, mit ausgestrecktem Arm ins Wasser greifen.“

Der Taifun Cobra brachte drei Zerstörer der Task Force zum Kentern und forderte insgesamt 790 Todesopfer. Neben der Cowpens trugen vor allem die baugleichen Flugzeugträger Monterey (CVL-26), Cabot (CVL-28) und San Jacinto (CVL-30) sowie weitere Zerstörer Beschädigungen davon. Mit reduzierter Geschwindigkeit traf die Cowpens am 21. Dezember in Ulithi ein, wo die nötigen Reparaturen vorgenommen werden konnten.

### 1945
Nach dem Abschluss der Reparaturen verließ die der TG 38.1 (RAdm. Arthur W. Radford; unter anderem mit der Wasp (CV-18), Essex (CV-9) und Yorktown (CV-10)) unterstellte Cowpens am 30. Dezember die Karolinen. Es folgten Luftangriffe auf Formosa und Luzon, um die ab dem 9. Januar im Rahmen von Operation Mike I stattfindende Invasion von Luzon im Golf von Lingayen zu decken. Danach steuerte der Verband das Südchinesische Meer an, um wenige Tage später japanische Schiffe und Flugplätze im besetzten Französisch-Indochina zu attackieren. Die wichtigsten Ziele befanden sich hierbei in Saigon, Cam Ranh Bay, Quy Nhơn und Tourane. Zwischen dem 15. und 16. Januar folgten Angriffe auf japanische Bastionen in Hongkong, Hainan und Canton, und fünf Tage später auf den Pescadoren- und Sakishima-Inseln sowie erneut auf Luzon und Formosa. Nach Fotoaufklärungsflügen unter anderem über Okinawa kehrte TG 38.1 Ende Januar nach Ulithi zurück. Am 10. Februar verließ die Cowpens in RAdm. Frederick Shermans TG 58.3 (Essex und Bunker Hill) Ulithi und begann eine Woche später mit Luftangriffen auf den Großraum Tokio. Weiterhin unterstützte der Träger die wenige Tage später beginnende Invasion von Iwojima. Nach weiteren Attacken gegen Ziele in Japan folgte am 1. März ein neuerlicher Luftangriff gegen Okinawa. Danach kehrte die Cowpens via Ulithi nach San Francisco zurück und wurde dort am San Francisco Naval Shipyard einer Überholung unterzogen.

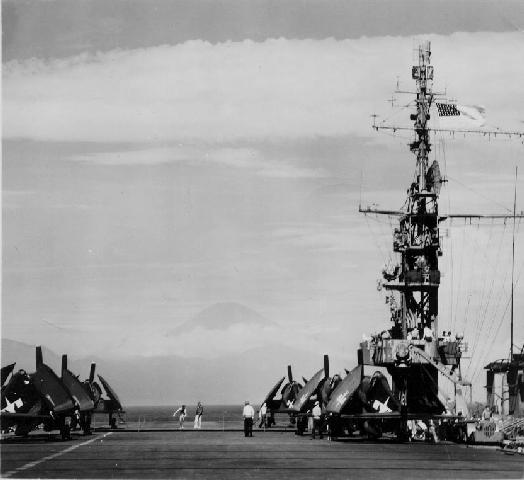
Cowpens in der Bucht von Tokio. Im Hintergrund ist der Fuji zu erkennen.

Nach Trainingsfahrten um Hawaii wurde die Cowpens RAdm. Ralph E. Jennings TG 12.4 zugeteilt, die sich noch aus den Schiffen Hancock (CV-19), Lexington (CV-16), Rhind (DD-404), Benson (DD-421), Mayo (DD-422), Alfred A. Cunningham (DD-752) und John A. Bole (DD-755) zusammensetzte. Der Verband verließ Pearl Harbor am 13. Juni und führte während seiner Überfahrt zur San Pedro-Bucht (Philippinen), eine Woche später, einen Luftangriff auf Wake durch, dabei sollte es sich um den sechsten von insgesamt acht gegen diese Insel durchgeführten Angriff der Alliierten handeln. Wenige Tage nach ihrer erneuten Ankunft auf den Philippinen wurde die Cowpens RAdm. Arthur Radfords Task Group 38.4 zugeteilt und nahm Anfang Juli Kurs nach Japan. Gemeinsam mit den Flottenträgern Shangri-La (CV-38), Yorktown (CV-10), Bon Homme Richard (CVA-31) und Essex (CV-9) holte der leichte Flugzeugträger zum endgültigen Schlag gegen die japanischen Hauptinseln aus, mit Schwerpunkten auf Hokkaidō und Honshū sowie den Hafenstädten Kure, Nagoya und Osaka. Nach der japanischen Kapitulation am 15. August 1945 führten Trägerflugzeuge der Cowpens Überwachungs- und Aufklärungsflüge über Honshū durch, bei denen auch nach Kriegsgefangenenlagern gesucht wurde. Am 27. August fuhr die Cowpens als erster Flugzeugträger der US Navy in die Bucht von Tokio ein, und ihre Mannschaftsmitglieder zählten zu den ersten US-amerikanischen Soldaten, die als Sieger japanischen Boden betraten. Nach der am 30. August erfolgten Übergabe der nahen Yokosuka Naval Base an Soldaten der 6th Marine Division und der Royal Marines beteiligten sich ihre Besatzungsmitglieder an der schnellen Reaktivierung des nahen Flugplatzes und befreiten alliierte Kriegsgefangene aus einem Lager nahe Niigata.

### Nachkriegszeit
Nach dem Abschluss weiterer Überwachungsfahrten in japanischen Gewässern führte die Cowpens zwischen dem 8. November 1945 und dem 28. Januar 1946 mehrere Fahrten über den Pazifik durch, um im Rahmen der Operation Magic Carpet US-Soldaten zurück in die Heimat zu transportieren.
Am 3. Dezember 1946 wurde der Leichte Flugzeugträger am Mare Island Naval Shipyard in die Reserveflotte versetzt und wenige Wochen später am 13. Januar 1947 außer Dienst gestellt. Am 15. Mai 1959 wurde er zum Flugzeugtransportschiff (Rumpfnummer AVT-1) umregistriert, jedoch schon am 1. November aus dem Naval Vessel Register gestrichen, ohne eine einzige Fahrt in dieser Funktion unternommen zu haben. Ein Jahr später wurde das Schiff zur Verschrottung verkauft.
In ihrer dreieinhalbjährigen Dienstzeit erhielt die Cowpens zwölf Battle Stars und eine Navy Unit Commendation, die am 11. Juni 1946 vom US-Marineminister James Forrestal verliehen wurde.